# 安阳西站
安阳西站是位于河南省安阳市殷都区的一个铁路车站，邮政编码455004。车站位于安李铁路7公里处，经过该站的线路为安李铁路，现车站及其上行区间已电气化。车站隶属于郑州铁路局安李支线公司，是一等站。车站主要办理钢材、粮食发运及矿粉、杂货到达业务。车站周边有安阳钢铁集团有限责任公司、大唐安阳发电厂、安阳中油、新普钢铁有限公司等大中型企业。